# Bronzo del Levante
Con il termine bronzo del Levante (o bronzo valenzano) ci si riferisce alla prima fase dell'età del bronzo (2200-1500 a.C.) nel territorio dell'attuale Comunità Valenzana, nella parte centrorientale della penisola iberica.

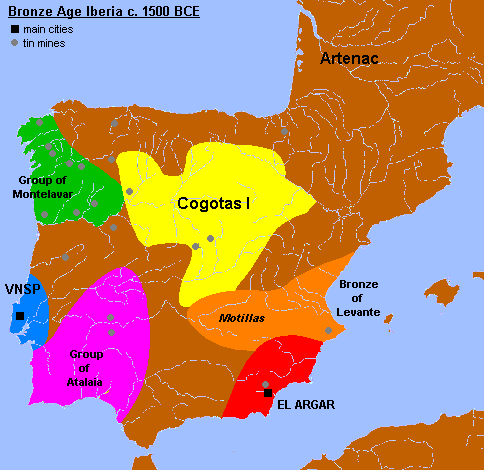
Bronzo del Levante (arancio)

Venne identificata come cultura autonoma rispetto alla cultura di El Argar da Miquel Tarradel negli anni sessanta. Gli aspetti principali che differenziano il bronzo valenzano dalla cultura di El Argar sono la scarsità di oggetti metallici, l'assenza di coppe o vasi carenati e l'assenza del rituale funerario argarico che prevedeva l'inumazione del defunto sotto le abitazioni.
L'economia si basava principalmente sull'agricoltura e l'allevamento. La metallurgia, per via dei maggiori influssi provenienti dalla vicina El Argar, era più sviluppata nella parte meridionale mentre nella zona centro-settentrionale era molto meno diffusa.